# Ак-Жол (футбольный клуб)
«Ак-Жол» — ныне не существующий футбольный клуб из Кыргызстана, представлявший город Араван Ошской области.
Клуб проводил свои домашние матчи на стадионе «Араван». Лучший результат — полуфинал Кубка Кыргызстана (2005).

## Названия
- 1997 — Янгиюль.
- 1998—2002 — Дружба.
- 2002—2003 — Aк-Була.
- 2004 — Шараб-К.
- 2005 — Aль-Фагир.
- 2005—2006, 2009 — Динамо.
- 2007, 2010 — Араван.
- 2008, 2011—2013 — Ак-Жол.

## Результаты выступлений

### Чемпионат и первенство Кыргызстана
- 2001 — 1-е место в финале зоны Б (Юг) в Первой лиге.
- 2002 — 9-е место в Высшей лиге.
- 2003 — 4-е место на предварительном этапе в зоне Б (Юг) и 8-е в финале в Высшей лиге.
- 2004 — 2-е место в финале зоны Б2 (Ошская область) в Первой лиге.
- 2005 — 5-е место в зоне Б (Юг) в Первой лиге (после снятия из Высшей лиги).
- 2006 — 5-е место на предварительном этапе в зоне Б (Юг) в Высшей лиге.
- 2010 — снялся из Высшей лиги из-за политических волнений в апреле 2010.

### Кубок Кыргызстана
- 1997 — 1/16 финала.
- 2001 — 1/8 финала.
- 2002 — 1/8 финала.
- 2003 — 1/8 финала.
- 2004 — 1/8 финала.
- 2005 — 1/2 финала.
- 2006 — 1/8 финала.
- 2007 — 1/32 финала (отказ).
- 2008 — 1/32 финала.
- 2009 — 1/32 финала.
- 2010 — 1/8 финала (отказ).
- 2011 — 1/4 финала (неявка).
- 2013 — 1/16 финала.